# 波蒂厄斯角
60°44′S 45°41′W / 60.733°S 45.683°W
波蒂厄斯角（英語：Porteous Point），是南極洲的海岬，位於南奧克尼群島的西格尼島西南端，是卡明斯灣入口處的南部，也是菲爾海峽的東北部入口處，現時由南極條約體系管理。